# スピーチ・メロディ
スピーチメロディまたは発話旋律（はつわせんりつ、英: speech melody）は、一般にはスティーブ・ライヒが「ディファレント・トレインズ」で1988年に体系化した（とされる）作曲技法である。
「ミニマル・ミュージック」などの現代音楽や、広義のポピュラー音楽において、複数の作曲家によって別々に独立して模索されてきた作曲技法である。
先駆例として、作曲家のレオシュ・ヤナーチェク（1854年～1928年）は、オペラの作曲において、「発話旋律」と呼ばれる類似のアイデアを用いていたことで知られる。

## 概要
スティーブ・ライヒは、「エレクトリック・カウンターポイント」（1987年）の作曲中、録音データをサンプリングして作曲に使用できるサンプラー・キーボードを、初演者のギタリスト、パット・メセニーから提供されており、それ以後、ライヒはサンプラーやコンピューターを作曲のツールとして活用するようになっていた。それを弦楽四重奏団、クロノス・クァルテットのための作品、「ディファレント・トレインズ」の作曲で扱った。
ライヒは、スピーチ（人の話し声）の録音から、その音程を聴き取って、音符、メロディとして、楽譜に書き取った。それを元のスピーチの録音と重ね合わせて作曲した。この手法をライヒは「スピーチ・メロディ（Speech Melody）」と名付た。
その後、ライヒは、1993年の世界貿易センター爆破事件などを題材にした「シティ・ライフ」（1995年）、2001年のアメリカ同時多発テロ事件を題材にした「WTC 9/11」（2011年）でこの手法を発展的に用いることになる。

### 影響
この技法を用いた現代音楽の作曲家に、ヤコブ・テル・ヴェルデュイなどがいる。
ポピュラー音楽における有名な例では、エルメート・パスコアールの作曲や、ソランジュのアルバムや自作などでスピーチ・メロディを扱ったクリストフ・シャソルは、スティーブ・ライヒからの影響を認めている。また、ベーシストのモノネオンは、現代音楽からの影響を公言し、この手法を使ったシリーズを作曲している。

### 先駆
先駆例として、作曲家のレオシュ・ヤナーチェク（1854年～1928年）は、オペラの作曲おいて、「発話旋律」と呼ばれる類似のアイデアを用いていたことで知られる。ヤナーチェクは、人物の性格や感情を音楽として表すものとして「発話旋律」を捉えており、人の言葉を、客観的に譜面を使って記録しようとした。1897年以降は、発話旋律の記録収集に集中した。扱ったのは人の声に限らず、その記録は、犬の鳴き声、蚊の羽音、床板の軋み、ミツバチの羽音など、数千を超えた。

### 類似
類似例として、日本のインターネットカルチャーの音MADと呼ばれるジャンルにおいて、「台詞イントネーション作曲」と呼ばれる手法があり、スピーチ・メロディと酷似している。